# Нова Південна Гренландія

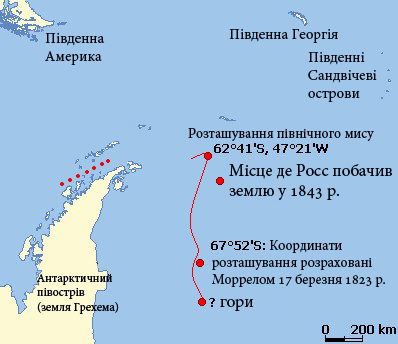
Карта, що показує місце розташування берега «Нової Південної Гренландії» (1823) (червона лінія) і «видіння», що спостерігалося Джеймсом Россом в 1841 році. Лінія з точок показує область, досліджену капітаном Джонсоном в 1821 році.

Карта, що показує шлях шхуни «Восп» з 20 листопада 1822 по 28 лютого 1823, на основі позицій, заявлених Морелло. Велика частина дороги назад (позначена суцільною лінією) проходить по території антарктичного материка.

Но́ва Півд́енна Гренла́ндія (Півд́енна Гренла́ндія, рідше Земля́ Мо́релла) — фантомний острів, зареєстрований в березні 1823 року американським капітаном Бенджаміном Мореллом в ході промислово-дослідної експедиції на шхуні «Восп» (англ. Wasp — «Оса») в антарктичному морі Ведделла. У своїй книзі «Розповідь про чотири подорожі» («англ. Narrative of Four Voyages»), написаній дев'ять років по тому, Морелл вказує точні координати острова і приблизний опис його берегової лінії, що простягалася, за його свідченнями, більш ніж на 480 км.

## Передісторія
За часів подорожі Морелла, географія тоді ще безіменного моря Ведделла і прилеглих до нього областей була зовсім невідома, що сприяло правдоподібності заяв Морелла, що володів репутацією містифікатора. Однак явні помилки в його похідному звіті підірвали довіру до його заяв і породили сумніви. Тим не менш, його версію існування міфічної землі остаточно розвіяли тільки антарктичні експедиції на початку XX століття. До цього не робилося спрямованих спроб дослідження даної землі. Кораблі практично не заходили в море Ведделла зважаючи на складнощі навігації, обумовлених наявністю льоду. У червні 1912 року німецький дослідник Вільгельм Фільхнер не виявив жодних слідів землі після того, як його судно «Дойчланд» (нім. Deutschland — «Німеччина»), захоплене льодами в морі Ведделла, віддрейфувало до області, зазначеної Мореллом. Проміри глибин виявили глибину понад 1500 м, поряд з такою глибиною не може бути ніякої суші. Три роки по тому полярний дослідник Ернест Шеклтон, корабель якого «Енд'юранс» (англ. Endurance — «Стійкість»), вмерзнув у лід в цьому районі, також підтвердив відсутність землі.
Помилка Морелла пояснювалася по-різному. Морелл описав своє відкриття коротко і прозаїчно, доведено, що він не шукав у цьому особистої слави, що говорить проти версії про навмисний обман з його боку. У своїй розповіді він передав всю славу відкриття Роберту Джонсону — капітану торгового судна, який двома роками раніше відкрив і назвав цю землю. Морелл міг сумлінно помилятися, визначаючи місце розташування свого корабля або невірно згадати деталі, складаючи свій звіт дев'ятьма роками по тому. Він міг стати жертвою арктичного міражу. У 1843 році заслужений британський морський дослідник Джеймс Кларк Росс доповів про можливе знаходження землі недалеко від «землі Морелла», проте його доповідь також не отримала підтверджень.

## Експедиція «Восп» (1822—1823)
На початку XIX століття карти Антарктики представляли собою суцільну «білу пляму», хоча були зареєстровані випадки, коли було видно сушу. У 1822 році Бенджамін Морелл, що вирушив роком раніше до південних Сандвічевих островів, прийняв командування шхуною «Восп» в ході дворічного походу, цілями якого були полювання на тюленів, дослідження і торгівля в антарктичних морях та південній частині Тихого Океану. У нього також були повноваження «здійснювати нові відкриття». Він припускав перевірити можливість досягнення Південного полюса. Подорож стала першою із чотирьох тривалих морських походів, зроблених Мореллом в наступні вісім років, хоча після першої подорожі він уже більше не повертався до Антарктики.
22 червня 1822 року «Восп» вийшла з Нью-Йорка. В кінці жовтня судно досягло Фолклендських островів. Після цього Морелл витратив 16 днів на безплідні пошуки неіснуючих островів Аврори. Далі шхуна попрямувала до Південної Георгії і 20 листопада встала там на якір. У своєму звіті Морелл невірно записав позицію своєї якірної стоянки, зазначивши її у відкритому морі на відстані 97 км від берегової лінії. Потім «Восп» рушила на схід для полювання на морських котиків. Згідно з Мореллом, 6 грудня шхуна досягла віддаленого острова Буве. За зауваженням історика антарктичних досліджень В. Дж. Міллза «цей острів, що вислизає, був знайдений з неймовірною легкістю». Міллз також відзначає ненадійність опису Мореллом топографічних особливостей острова, тому що останній постійно покритий крижаним щитом. Потім Морелл спробував пройти на південь, але на 60-й паралелі наштовхнувся на товстий шар льоду і повернув на північний схід до острова Кергелен, де 31 грудня встав на якір.

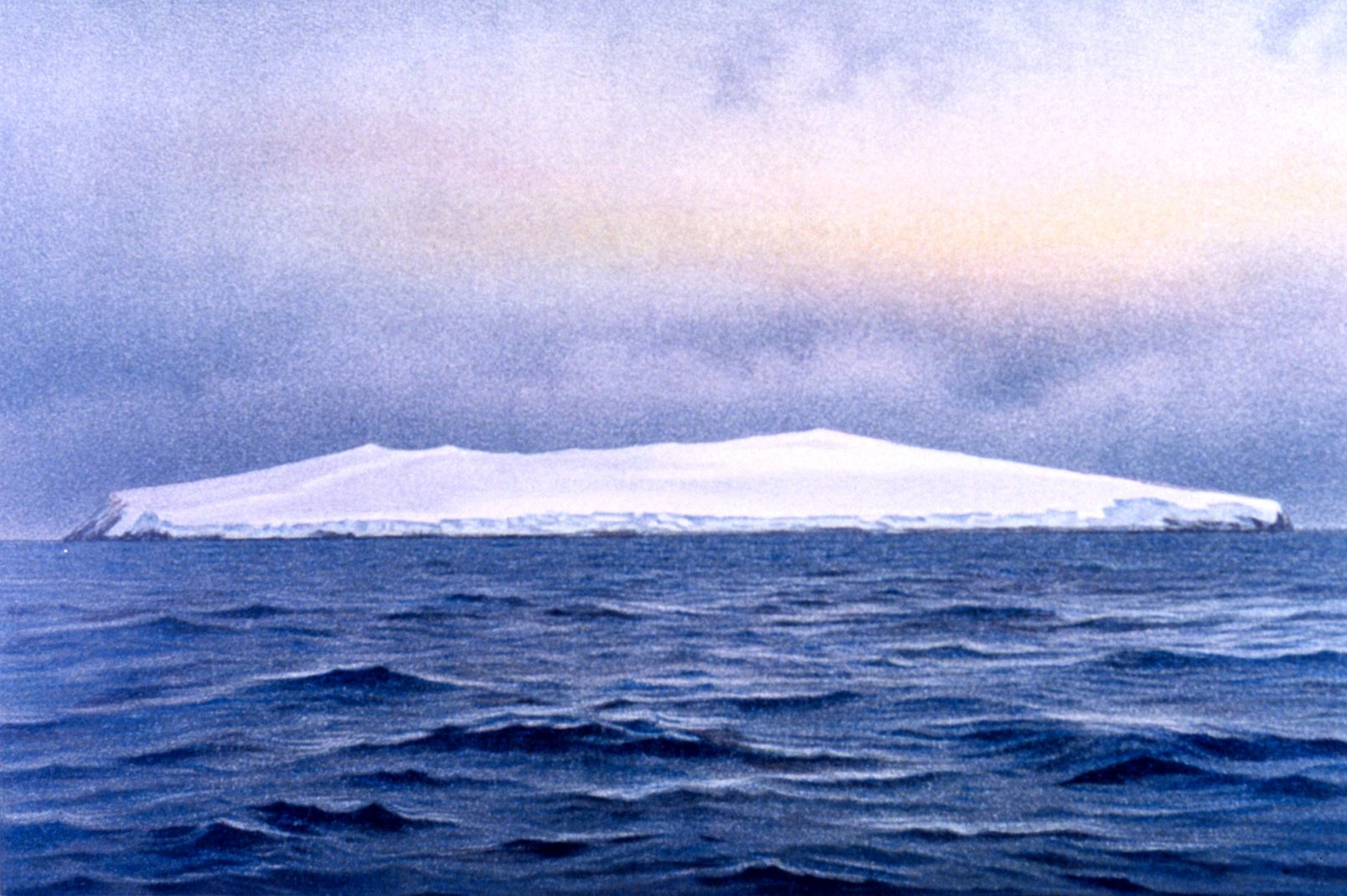
Острів Буве, помічений 6 грудня 1822 року.

11 січня 1823 року після декількох днів досліджень та плідної торговельної діяльності шхуна покинула Кергелен, рушивши спочатку на південь, а потім на схід. 1 лютого Морелл відзначив свою крайню східну позицію в точці з координатами 64°52'S, 118°27'E. Згідно з даними свого звіту, Морелл вирішив скористатися сильним східним вітром і піти від цієї точки на захід до нульового меридіану за Гринвічем. Його звіт не рясніє деталями, але показує, що за 23 дні була пройдена дистанція понад 5600 км. Достовірність цього твердження заперечується: малоймовірно, що можна було пройти по прямій з такою швидкістю у водах, що буяють льодами. Крім того, якщо прийняти на віру, що експедиція забралася так далеко в південні широти, то вийде що Морелл на своєму кораблі «заплив» на 100 миль углиб території антарктичного материка. 28 лютого «Восп» досягла острова Кендлмас (з групи Південних Сандвічевих островів). Після кількох днів пошуків палива для корабельних печей 6 березня шхуна попрямувала на південь, в район, пізніше названий морем Ведделла. Виявивши, що море вільне від льоду, Морелл досяг 70°14' південної широти, після чого 14 березня повернув на північний захід. Свій відступ Морелл пояснював нестачею палива, хоча раніше він заявляв, що якщо море буде вільним, то він зможе довести судно до 85° п. ш. або до самого полюса. Ці слова дуже схожі на слова британського дослідника Джеймса Ведделла при описі його пошуків у тому ж районі місяцем раніше, що дає історикам привід звинуватити Морелла в плагіаті результатів Ведделла.

## Бачення землі

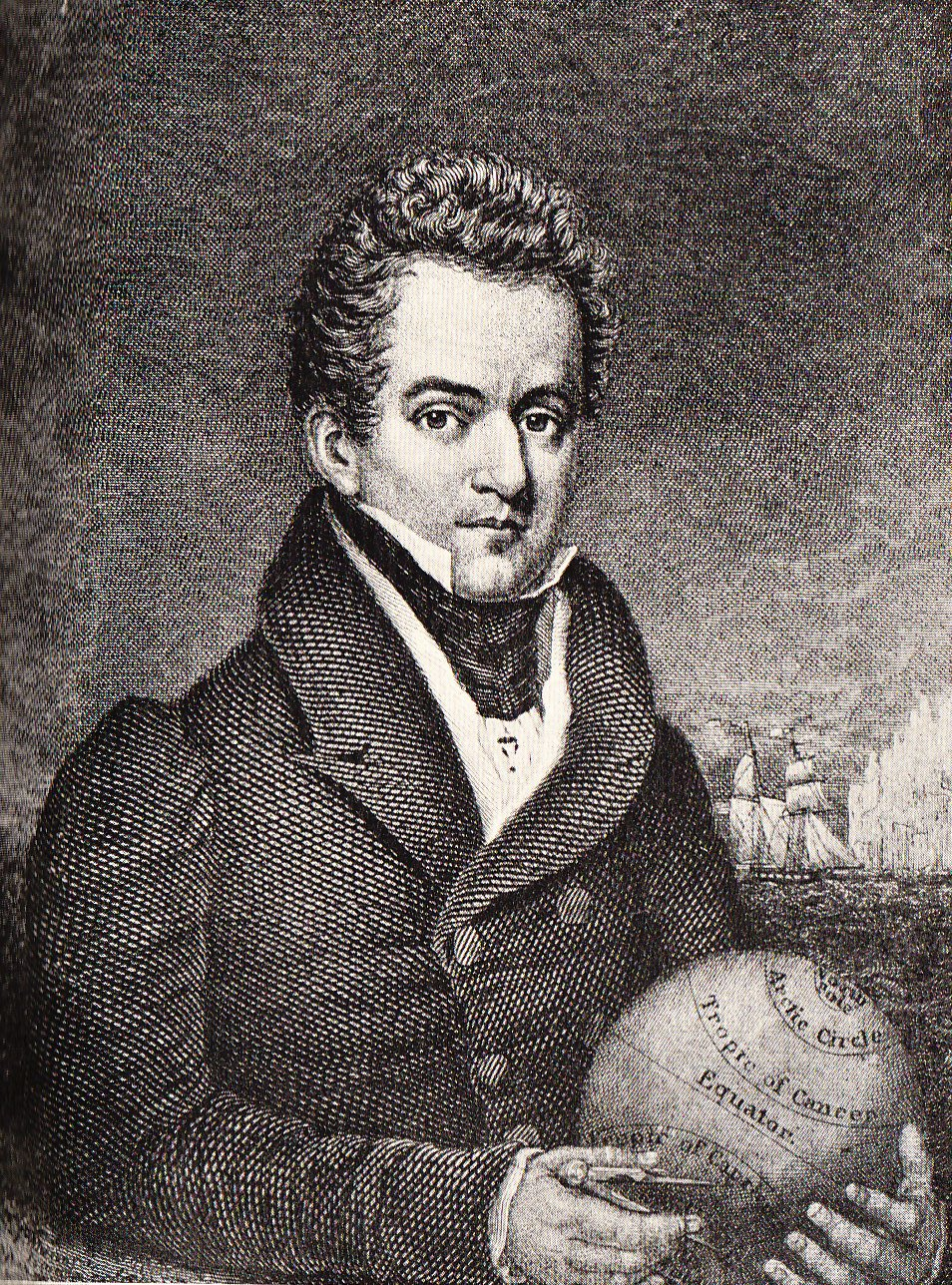
Капітан Бенджамін Морелл

На наступний день 15 березня, о 2 годині пополудні на борту шхуни «Восп», що прямувала на північний захід по морю, згодом названому ім'ям Ведделла, Морелл зазначив: «У трьох лігах (14 км) на захід щогловий помітив землю». Далі у звіті: «О пів на п'яту ми наблизилися до землі, яку капітан Джонсон називав Новою Південною Гренландією». Роберт Джонсон, колишній капітан «Восп», у 1821 році здійснив експедицію вздовж західного берега антарктичного півострова, назвавши його «Новою Південною Гренландією». Морелл посилається на результати спостережень Джонсона, Морелл припустив, що земля, яку він бачив у той момент, була східним берегом півострова, чиї географічні характеристики і розміри не були тоді відомі. Дійсна позиція Морелла була на 14° східніше берега півострова. Морелл описував полювання на морських котиків протягом дня під час руху вздовж берега. На наступний ранок полювання відновилося, корабель повільно пішов на південь і продовжив плавання до зупинки, викликаної, за словами Морелла, «нестачею води і кінцем сезону». На відстані 120 км на північ він помітив снігові гори і записав, що їх можна було розрізнити, віддалившись на відстань 75 миль на південь.
Потім Морелл повернув на північ від точки з координатами, обчисленими ним як 67°52'S, 48°11'W. Трьома днями по тому (19 березня) корабель пройшов повз сушу, яку він прийняв за північний мис землі (координати 62°41'S, 47°21'W). «Ця земля буяє морськими птахами всіх видів», — писав Морелл. Він також зазначив, що бачив 3 тисячі морських слонів. О 10 годині «Восп» «попрощалася з похмурими берегами Нової Південної Гренландії» — у великому експедиційному звіті більше про неї не згадувалося. Шхуна дійшла до Вогненної землі, пройшла через Магелланову протоку в Тихий океан і 26 липня 1823 року досягла Вальпараїсо (Чилі).
У ході перших плавань у Південний океан протягом XVI століття землі, які згодом були визнані неіснуючими, час від часу з'являлися в доповідях моряків, що проходили в цих водах. Полярний історик Роберт Гедланд з інституту полярних досліджень імені Скотта припускав різні причини помилкового бачення цих земель — від «надлишку рому» до «навмисного обману з тим, щоб відвернути кораблі суперників від хороших місць для полювання на морських котиків». Великі маси льоду могли здатися скелями, а льодовики — берегами суші, так як брудний лід можна сплутати з землею. Цілком можливе існування деяких із цих земель, які могли згодом зануритися в море через вулканічну активність. Деякі могли бачити і нині існуючі землі, але помилитися у визначенні координат зважаючи похибок хронометрів, несприятливої погоди або власної некомпетентності.

## Пошуки землі Морелла

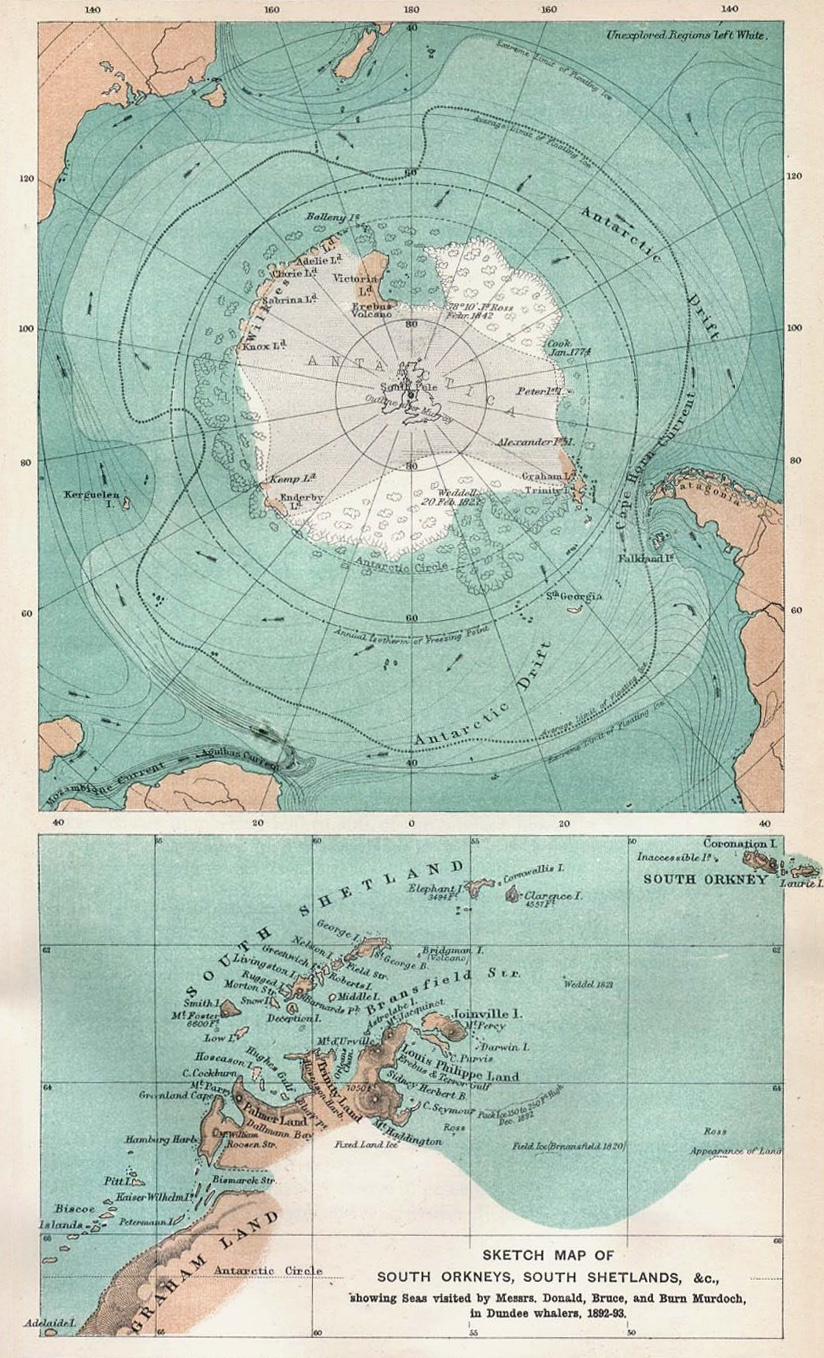
Карта Антарктики 1894 року, що показує досліджені області Антарктики 70 років потому після Морелла. Нижня карта показує появу землі Росса, але не Нової Південної Гренландії.

У 1838 році французький дослідник Дюмон-Дюрвіль пішов повз «північний мис» «Нової Південної Гренландії», але ніякої землі там не виявив. Ця подія, а також сам характер звіту Морелла, його явні помилки і репутація автора як хвалька, «героя автобіографічного роману» (за словами британського географа Г'ю Роберта Мілла), змусила багатьох географів ігнорувати заяви Морелла. Сумніву не зникли і після доповіді сера Джеймса Кларка Росса про появу землі у 1843 році недалеко від місця, де її нібито спостерігав Морелл, хоча слова Росса і зіграли роль на підтримку заяв Морелла. До 1903 року ніхто не проникав у море Ведделла, поки Вільям Спейрс Брюс на кораблі «Скотія» не досяг 74°1'S, але не знайшов в цьому секторі землі, побаченої Мореллом і Россом. Однак Брюс у цілому позитивно ставився до Морелло, і писав, що його заяви не повинні відхилятися, поки не будуть повністю спростовані.
Перший спрямований пошук Нової Південної Гренландії відбувся в ході другої німецької арктичної експедиції 1911—1913 років під керівництвом Вільгельма Фільхнера. Корабель «Дойчланд» був захоплений льодами, коли екіпаж намагався заснувати базу на берегах затоки Вахсела. Подальший льодовий дрейф у середині червня 1912 року привів корабель в точку на 60 км далі на схід від місця, де Морелл бачив землю. 23 червня Фільхнер з двома товаришами захопив тритижневий запас провізії і залишив судно, попрямувавши на захід по льоду в пошуках землі Морелла. Світловий день тривав всього дві-три години, температура падала до −35 °C, що ускладнювало подорож. Група пройшла 50 км, проводячи періодичні спостереження. Вони не знайшли ознак землі, вимірювання глибини дали результат в 1600 метрів, поряд з такою глибиною не могла перебувати земля. Фільхнер прийшов до висновку, що Морелл став жертвою міражу.
17 серпня 1915 року корабль «Енд'юранс» сера Ернеста Шеклтона потрапив у крижаний полон і віддрейфував до точки на відстані 10 миль на захід від позиції, зазначеної Мореллом. Замір глибин показав 1676 фатомів (3000 м). Шеклтон написав: «Я вирішив, що земля Морелла повинна бути додана до довгого списку антарктичних островів і берегів, віднесених до крижаних скель». Новий промір глибин 25 серпня дав результат в 1900 фатом (3500 м); Шеклтон отримав додатковий доказ відсутності Нової Південної Гренландії.
Хоча пошуки та спостереження Фільхнера і Шеклтона були прийняті як вирішальне викриття міфу про Нову Південну Гренландію, залишалося відкритим питання про достовірність повідомлення сера Джеймса Росса про появу землі біля точки з координатами 65°S, 47°W. Репутація Росса була досить вагомою, до його повідомлень ставилися серйозно, результати його спостережень заносилися на карти, в тому числі на карти Адміралтейства. У 1922 році Френк Вілд, що очолив експедицію Шеклтона-Роветта на борту «Квест» (англ. Quest — «Пошук») після ранньої смерті Шеклтона в ході експедиції, обстежив область, де Росс бачив сушу. Вілд нічого не виявив, для більшої достовірності він промірив глибини в точці з координатами 64°11'S, 46°4'W, результат — 4300 м. Поряд з такою глибиною не могло бути ніякої землі.

## Думки і теорії
Згідно з В. Дж. Міллзом, серед сучасників у Морелла була репутація «найбільшого брехуна в Південному Океані». Міллз називав похід Морелла на захід від його найдальшої східної позиції «неможливим… неправдоподібно швидким, не кажучи вже про проходження на південь від узбережжя на більшій частині шляху». У пошуках пояснень великої кількості помилок координат і тимчасових дат Міллз припустив, що коли Морелл через дев'ять років писав звіт про свою подорож, у нього вже не було доступу до вахтового журналу корабля і отже, щоб привести звіт в порядок, «він міг бути змушений доповнювати його найвірогіднішими деталями». На думку Міллза, цим і пояснюється достаток помилок координат і часу.
Х'юго Роберт Мілл, що вирізняв у 1905 році (перед вирішальним спростуванням існування Нової Південної Гренландії) явний абсурд деяких подій, що описуються Мореллом, зробив висновок, що зважаючи на грубі помилки і звички Морелла включати в свої історії результати, зроблені іншими дослідниками, слід вважати всі його заяви недоведеними. Попри це, Мілл допустив, що «людина, яку можуть вважати неосвіченою, хвалькуватою і незрозумілою, все ж таки зробила ґрунтовну роботу». Канадський географ Пол Сімпсон-Гаслі підійшов більш доброзичливо до звіту Морелла. Канадець вважав, що Морелл, рухаючись на захід, розвинув хоча і швидку, але цілком можливу швидкість, і що Морелл цілком міг просунутися на південь до 70° південної широти. Мілл піддав це сумніву, він вважав, що для такого просування температури повітря і води повинні були бути на 10—15 градусів вище. Однак місяцем раніше Джеймс Ведделл пройшов на чотири градуси південніше, ніж Морелл.
Письменник Руперт Гулд, що включив довге есе про Нову Південну Гренландії в свій твір «Загадки» (англ. Enigmas), опублікованому в 1929 році, схилявся до версії про чесність Морелла. Він спростував припущення, що Морелл міг просто прибрехати про появу землі зважаючи малодостовірності його відкриття, описаному ним у його 500-сторінковому звіті. Гулд писав: «Якщо Морелл хотів отримати незаслужену репутацію дослідника Антарктики, можна було б припустити, що він міг зробити це краще, ніж сховати докази (після того, як він взагалі їх забув) у непримітному кутку настільки великої книжки». На кількох сторінках свого звіту, присвяченого Антарктиці, він описав своє відкриття коротко і, як факт, в цілому приписав його швидше не собі, а капітану Джонсону, який зробив відкриття двома роками раніше.

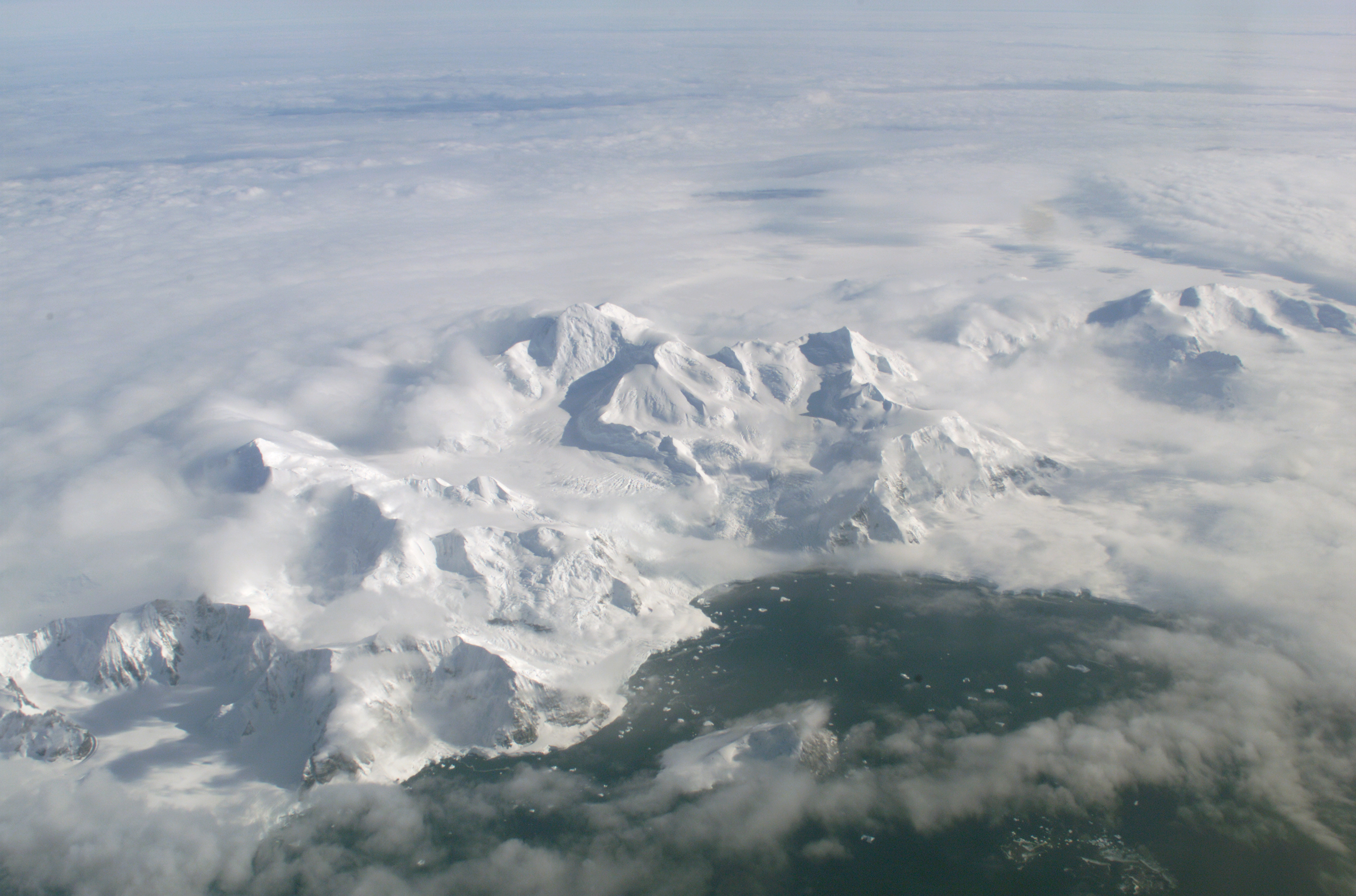
Шельфовий льодовик Ларсена, на східному березі антарктичного півострова.

Гулд також обговорює можливість того, що Морелл насправді бачив східний берег Землі Грехема (частина антарктичного півострова), також званий берегом Фойна. Берег Фойна розташований 14° західніше від місця, де Морелл спостерігав землю. На доказ Гулд стверджує, що берегова лінія півострова відповідає опису берегової лінії, зробленої Мореллом. Ця теорія спирається на можливу помилку, яку міг зробити Морелл при обчисленні позиції корабля, з огляду на те, що у нього не було хронометра, необхідного для точних навігаційних досліджень. У своєму звіті Морелл згадував про відсутність різних навігаційних і математичних інструментів. Однак в інших частинах його розповіді географічні координати визначаються досить вірно. У будь-якому разі, помилка 14° при визначенні довготи занадто велика. У районі Південних Сандвічевих островів позиція корабля була визначена досить обережно і відстань 560 км звідти до берега Фойна здається занадто великою для десятиденного походу. Гулд стверджує, що «баланс доказів» показує, що Морелл бачив берег Фойна.
Точку зору Фільхнера, що бачення Нової Південної Гренландії було міражем, підтримав Сімпсон-Гаслі. Він вважав, що Морелл і його екіпаж бачили верхній міраж, так званий «фата-моргана», який спотворив далеку рівну берегову лінію або лінію льодів як вертикально, так і горизонтально, перетворивши їх у бачення високих скель, гірських піків і долин. У своєму експедиційному звіті «Південь» (англ. South) Шеклтон дає опис спостереження фата-моргани 20 серпня 1915 року на борту «Енд'юранс», дрейфуючого недалеко від позиції, де була помічена Нова Південна Гренландія: «Далекі льоди виросли і підносилися в бар'єр скель, які перетворювалися на блакитні озера і протоки у відображенні на воді біля їхньої основи. Великі білі й золоті міста Сходу з'являлися на невеликій відстані [один від одного] уздовж цих вершин скель. Лінії піднімалися і падали, тремтіли, розсіювалися і з'являлися знову, змінюючись нескінченно».
|                                                      |
| Приклад міражу Фата-моргана (на узбережжі Норвегії). |

## Післямова
Перша подорож Морелла закінчилася 21 серпня 1831 року за його повернення до Нью-Йорка. Згодом він написав свою «Розповідь про чотири подорожі», опубліковану в наступному році. Він спробував продовжити свою кар'єру, безуспішно намагаючись знайти місце роботи в лондонській корабельній фірмі братів Ендербі, але його репутація ходила за ним по п'ятах і в результаті його послуги були відкинуті. Чарльз Ендербі прилюдно заявив, що «чув так багато про нього (Морелла), що він не вважає за необхідне укладати з ним (Мореллом) будь-яку угоду». Морелл також домагався участі в експедиції Жуля Дюмона-Дюрвіля в морі Ведделла у 1837 році, але йому було відмовлено. За повідомленнями Морелл, намагаючись повернутися на Тихий океан, підхопив лихоманку в Мозамбіку і там помер в 1839 році у віці 43 або 44 років. На його честь названий острів Морелла (59°27'S, 27°19'W). Інша назва — острів Туле у підгрупі південного Туле — трьох найпівденніших островів архіпелагу Південних Сандвічевих островів. Капітан Роберт Джонсон, що дав назву Новій Південній Гренландії, пропав безвісти разом зі своїм кораблем у водах моря, згодом названого морем Росса.